# 张小玲
张小玲（1957年—），中国广西人，中国女子乒乓球运动员、钦州市政协科教文卫委副主任，截至2008年北京残奥会，她参加了自1988年以来得所有六届残奥会，除2008年北京残奥会仅获1枚铜牌外，其余五届均有金牌入账，因此被称为“乒坛皇后”。
张小玲幼时就喜欢乒乓球，18岁时因恶性肿瘤而截肢，27岁时开始参加残疾人乒乓球运动。
2008年，国际乒联向她和另外9名参加过6届或7届残奥会的运动员发放“特别奖”。
张小玲现为钦州市政协文教体卫委员会副主任，全国政协委员。

## 视频
- 【我的奥林匹克】张小玲[永久]